# Wuhan Optics Valley FC
El Wuhan Optics Valley FC (en chino tradicional, 武漢光谷; en chino simplificado, 武汉光谷; pinyin, Wǔhàn Guānggǔ) fue un equipo de fútbol de China que jugó en la Superliga de China, la primera división nacional.

## Historia
Fue fundado en el año 1954 en la ciudad de Wuhan con el nombre Hubei Football Team, el cual tuvieron hasta que el equipo se volvió profesional y se fusionó con el Wuhan Football Team con el fin de que la región tuviera un solo equipo profesional en 1994. Tres años después es campeón de la Primera Liga China y logra el ascenso a la Superliga de China.
El 27 de septiembre de 2008 durante un partido de la jornada 18 de la Superliga de China ante el Beijing Guoan los jugadores Li Weifeng y Lu Jiang fueron expulsados por agresión mutua, fueron sancionados con ocho partidos de suspensión y una multa de 1170 dólares. El presidente del Wuhan Shen Liefeng no aceptó el castigo y amenazó a la Asociación China de Fútbol con demandas legales. El 1 de octubre de 2008 la Asociación China rechazó cualquier negociación, por lo que el Wuhan abandonó el campeonato, lo que hizo que la Asociación China lo multara con 44 000 dólares y el resto de los partidos de la liga los acreditaron como derrotas por 0-3, además de una suspensión para jugar en cualquier torneo organizado por la Asociación China. Los jugadores fueron puestos en venta o fueron cedidos a préstamo. El gobierno local decidió crear a un nuevo equipo llamado Hubei Luyin, el cual jugaría en las ligas regionales en 2009, y lograría el ascenso a la Superliga de China en 2013.

## Nombres
- 1954–1993 Hubei (湖北)
- 1994–1995 Hubei WISCO (湖北武钢)
- 1996 Hubei Mailyard (湖北美尔雅)
- 1997–1998 Wuhan Yaqi (武汉雅琪)
- 1999–2000 Wuhan Hongtao K (武汉红桃K)
- 2001 Wuhan Hongjinlong (武汉红金龙)
- 2002 Wuhan Donghu Hi-Tech (武汉东湖高科)
- 2003 Wuhan Guoce Bluestar (武汉国测蓝星)
- 2004–2005 Wuhan Huanghelou (武汉黄鹤楼)
- 2006–2008 Wuhan Optics Valley (武汉光谷).

## Palmarés
- Primera Liga China: 2

1997, 2004
- Liga Jia-B: 1

1981
- Copa de la Superliga de China: 1

2005

## Entrenadores
Lista de entrenadores durante la era profesional.
- Ding Sanshi (1994–95)
- Yin Lihua (1995–98)
- Park Jong-hwan (1998)
- Qi Wusheng (1998–99)
- Hu Zhigang (1999)
- Zhu Bo (interino) (Abr 1999 – Jul 99)
- Milorad Kosanović (1999)
- Yin Lihua (2000–01)
- Liu Wuyi (2001–03)
- Pei Encai (Jul 2003 – May 5)
- Chen Fangping (2005)
- Pei Encai (Dic 2005 – Set 07)
- Chen Fangping (2007–08)
- Zhu Guanghu (2008)